# Harmónia Szociáldemokrata Párt
A Harmónia Szociáldemokrata Párt (lettül Saskaņa Sociāldemokrātiskā partija, SSDP) egy politikai párt Lettországban, melyet 2009 novemberében hoztak létre szervezetként, majd 2010-ben a szervezet párttá fejlődött. 
A párt kétszer is megnyerte a lett parlamenti választásokat: 2014-ben és 2018-ban. Azonban mind a kétszer ellenzékbe került.
A párt az Európai Szocialisták Pártjának tagja.

## Választási eredmények
| Választás éve | Szavazatok száma | Szavazatok aránya | Mandátumok száma | Parlamenti státusz |
| ------------- | ---------------- | ----------------- | ---------------- | ------------------ |
| 2010          | 251 400          | 26,61%            | 24               | ellenzék           |
| 2011          | 259 930          | 28,62%            | 28               | ellenzék           |
| 2014          | 209 887          | 23,15%            | 24               | ellenzék           |
| 2018          | 167 117          | 19,92%            | 23               | ellenzék           |
| 2022          | 43 943           | 4,86%             | 0                | nem jutott be      |

| Választás éve | Szavazatok száma | Szavazatok aránya | Mandátumok száma |
| ------------- | ---------------- | ----------------- | ---------------- |
| 2014          | 57 863           | 13,14%            | 1                |
| 2019          | 82 604           | 17,56%            | 2                |